# Sauerhof (Auenwald)
Der Sauerhof ist eine Einzelsiedlung, die zu der Gemeinde Auenwald im baden-württembergischen Rems-Murr-Kreis gehört.

## Lage
Das Gehöft mit einem halben Dutzend Hausnummern und einigen Nebengebäuden steht inmitten baumdurchsetzter Wiesen nordöstlich von Lippoldsweiler an der rechten Talseite des Glaitenbachs, des rechten Oberlaufs der Weissach, dem an den wenigen Häusern des Ortes vorbei der Sauerbach hangabwärts zuläuft. Am höheren Talhang im Norden steht Wald, durch den die Steige der K 1907 von Lippoldsweiler nach Sechselberg hochführt. Im Osten grenzt ein Gelände mit Freizeitgrundstücken an, auf dem früher Wein angebaut wurde.

## Geschichte
Der kleine Ort erscheint erstmals auf der Karte der Ebersberger Jagd von Johannes Weiß aus dem Jahre 1757, dürfte jedoch älter sein. Der ursprüngliche Name des Sauerhof lautete zunächst Weiherhof. Es ist unklar, warum es zu der Namensänderung kam. Der Ortsname könnte auf den Nachnamen Sauer oder auf saure Wiesen zurückgeführt werden. Im 19. Jahrhundert war der Sauerhof ein 120 Morgen großes Gut, zu dem auch 54 Morgen Wald gehörten.
2019 lehnte der Gemeinderat von Auenwald den Breitband-Ausbau für Tiefental, den Sauerhof und für die Rottmannsberger Sägmühle wegen zu hohen Kosten ab.

### Einwohnerentwicklung
- 1877: 15 Einwohner[4]